# Juan Claudio de Pineda
Juan Claudio de Pineda fue un gobernador y capitán general de las Provincias de Sonora y Sinaloa, nació en Sort, Provincia de Lérida, España, el año 1710. Ingresó al servicio de las armas el 3 de noviembre de 1731 como cadete del Regimiento de Infantería de Guadalajara que mandaba el coronel Alfonso Villalba, ascendió a alférez el 9 de octubre de 1732, a teniente el 23 de diciembre de 1740, sirvió en la campaña de Italia dos años más tarde, se le dio el grado de teniente de Granaderos el 30 de marzo de 1745 y ascendió a capitán el 17 de diciembre de 1759. Fue premiado por el rey de España con el despacho de teniente coronel con fecha 13 de diciembre de 1760, en recompensa del adelanto que encontró en su Cuerpo al pasarle revista en Villaviciosa. Nombrado gobernador y capitán general de Sonora y Sinaloa vino a Nueva España por disciplina, en contra de sus deseos, se detuvo en la Ciudad de México en donde se le dio el mando del Regimiento de Comercio, inspeccionó las Compañías de Palacio, acompañó al virrey marqués de Cruillas en su viaje a Veracruz con motivo de las hostilidades con los ingleses y a su regreso fue comisionado para inspeccionar y reorganizar las Compañías Provinciales de Puebla, habiendo desempeñado todas estas comisiones a satisfacción de sus superiores. Arribo al mineral del Rosario en febrero de 1763, el 2 de abril a Culiacán y llegó a San Miguel de Horcasitas el 20 de mayo en que cesó al capitán Urrea. Ejerció el mando personal del presidio asentado en la capital, visitó las demás Compañías en el año siguiente, reorganizó las Compañías de Milicianos en los pueblos, fijó la base de la II Compañía Volante de San José de Pimas a las órdenes del capitán Bergosa, fue el primer gobernador que estableció premios a quienes dieran muerte a los indios alzados, fijando el de tres pesos por cada seri que fuera cogido prisionero o aniquilado y $300.00 pesos por la cabeza del cacique principal de la tribu y estableció la pena de muerte para los encubridores de los rebeldes. 
Hizo el reconocimiento de la bahía de Guaymas a principios de 1767, a fin de arreglar los medios del desembarco de los elementos que deberían conducir los buques para la "Expedición de Sonora", habiendo observado los detalles geográficos de la misma desde el cerro de la Mujer Pintada y envió al virrey un amplio informe sobre el particular. Dejó señalados los lugares que deberían acondicionarse para que pudieran atracar los barcos y señaló también los solares en donde deberían construirse las cuadras para la tropa, casas para oficiales, hornos, polvorín y hospital y dejó comisión al capitán Lorenzo Cancio para que vigilara su edificación. En cumplimiento de órdenes superiores entendió de todo lo relativo a la expulsión de los jesuitas de las provincias de su mando, ocupación de las iglesias, casas curales y bienes de campo que los oficiales a quienes comisionó pusieron en manos de mayordomos y poco después dispuso su entrega a los franciscanos. Cuando éstos recibieron las misiones, ordenó que no obligaran a los naturales a asistir a misa y demás oficios religiosos, debiendo ser voluntaria la asistencia, con cuya disposición consideraron minada su autoridad y fue el principio para que los indios quebrantaran la obediencia. Mandó en jefe la Expedición Sonora hasta que arribó el coronel Elizondo, estuvo después en contacto con este y lo acompañó en las operaciones que emprendió contra los seris, pimas y otras tribus rebeldes. Tuvo que recurrir a fiados para subvenir a los gastos del gobierno y de las compañías presidiales, habiendo comprometido su crédito personal por más de doce mil pesos porque de México no se situaban los fondos con oportunidad. Ascendió a coronel, en octubre de 1769, encontrándose en campaña sufrió un ataque de parálisis del lado izquierdo y pidió su relevo. el 18 de abril de 1770 el virrey le concedió permiso para retirarse del gobierno para que pudiera atender su salud y le previno que entregara el mando a Elizondo; pero éste se rehusó y solo recibió el mando de las armas. El 18 de junio se le aceptó la renuncia y entregó el gobierno a don Pedro Corbalán el 18 de julio siguiente. Falleció en México en 1772.